# پرونده‌های ایکس (فیلم)
اِکس فایلز یا پرونده‌های ایکس (انگلیسی: The X-Files) فیلمی در ژانر علمی–تخیلی و اکشن به کارگردانی راب بومن است که در سال ۱۹۹۸ منتشر شد.
فیلم پرونده‌های ایکس: می‌خواهم باور کنم دنباله این فیلم محسوب می‌شود. این فیلم بر اساس سریال پرونده‌های ایکس ساخته شده است.

## بازیگران
- دیوید دوکاونی
- جیلین اندرسون
- مارتین لاندو
- میچ پیلگی
- ویلیام بی. دیویس
- بلایث دانر
- جان نویل
- آرمین مولر-اشتال
- جفری دی‌مان
- تری اوکوئین
- لوکاس بلک